# Werner Achmann
Pour les articles homonymes, voir Achmann.
Werner Achmann, né le 28 mai 1929 à Munich et mort le 25 décembre 2001 à Vaterstetten, est un scénographe et concepteur de décors de cinéma allemand. 

## Biographie
Werner Achmann est né en 1929 à Munich.
Il apprend la peinture d'église dans les ateliers d'art décoratif de Munich à partir de 1943, avant de passer à la société cinématographique bavaroise en 1946. Il y commence comme peintre pour Robert Herlth (débuts en 1947 avec Zwischen gestern und morgen, dernier film en automne 1954 avec Frauen um Richard Wagner de Wilhelm Dieterle), avant de passer à Gloria et Divina en 1955.
En 1958, il commence sa carrière comme chef décorateur aux côtés de son collègue Willi Schatz. Avec Rolf Zehetbauer et Herbert Strabel, il forme parfois une équipe d'architectes extrêmement performante qui travaille sur des productions allemandes et internationales (notamment des films américains tournés dans les studios bavarois). Dès le début des années 60, il participe en tant que deuxième architecte (de bâtiments allemands) à des productions américaines créées en Europe centrale, telles que Un, deux, trois et La Mélodie du bonheur. En outre, Werner Achmann est le seul responsable de deux adaptations cinématographiques de premier plan basées sur des modèles célèbres : Paarungen 1967, d'après August Strindberg, et Parsifal 1981 de Syberberg.
Il travaille également pour la télévision, d'abord en 1965 dans la conception visuelle de la très populaire série de science-fiction Commando spatial - La Fantastique Aventure du vaisseau Orion. Plus récemment, au milieu des années 1990, le designer originaire de Munich participe à la construction des bâtiments de la pièce de théâtre en deux parties la Grande Catherine avec Catherine Zeta-Jones et du conte de fées Ice Princess avec Katarina Witt. Après cela, il prend sa retraite. Werner Achmann meurt dans sa Bavière natale le jour de Noël 2001.

## Filmographie
Liste non exhaustive :
- 1958: Heimatlos (de)
- 1958: Der Haustyrann (de)
- 1959: Heimat – Deine Lieder (de)
- 1959: Alle lieben Peter (de)
- 1960: Der Schleier fiel... (de)
- 1960: Faust
- 1960: Weit ist der Weg (de)
- 1960: Stadt ohne Mitleid (titre en français : Ville sans pitié)
- 1961: Vertauschtes Leben (de)
- 1961: Freddy und der Millionär (de)
- 1962: Axel Munthe – Der Arzt von San Michele (titre en français : Le Livre de San Michele)
- 1962: Der Vogelhändler (de)
- 1962: Barras heute (de)
- 1962: Auf Wiedersehn am blauen Meer (de)
- 1963: Der Würger von Schloß Blackmoor (de)
- 1963: Zwei Whisky und ein Sofa (de)
- 1964: Dr. med. Hiob Prätorius (titre en français : On murmure dans la ville)
- 1965: Situation Hopeless... But Not Serious (titre en français : Situation désespérée, mais pas sérieuse)[2]
- 1965: Um null Uhr schnappt die Falle zu (titre en français : Razzia au F.B.I)
- 1967: Die Schlangengrube und das Pendel (titre en français : Le Vampire et le Sang des vierges)
- 1967: Paarungen (de)
- 1974: The Odessa File (titre en français : Le Dossier Odessa)
- 1975: Carmina Burana
- 1976: Des Teufels Advokat
- 1976: Das Schlangenei (titre en français : L'Œuf du serpent)
- 1976: Das Ultimatum (Twilight’s Last Gleaming)
- 1977: Who Is Killing the Great Chefs of Europe? (titre en français La Grande Cuisine)
- 1978: Brass Target (titre en français : La Cible étoilée)
- 1979: Der Ringer (The American Success Company)
- 1981: Der Mann im Pyjama (de)
- 1981: Parsifal
- 1985: Enemy Mine – Geliebter Feind (titre en français : Enemy)
- 1987: Ödipussi (de)
- 1992: Wir Enkelkinder